# Gilberto Méndez
Gilberto Enrique Méndez Fernández (nacido el 15 de noviembre de 1974) es un exlanzador de béisbol profesional panameño.

## Carrera
jugó en la Ligas Menores de Béisbol y en el beisbol nacional para Panamá Metro.

## Selección nacional
Jugó por primera vez en la Copa Mundial de Béisbol de 2001. En la Copa Intercontinental de 2002, permitió cinco carreras en 22⁄3 entradas de trabajo. Ponchó a seis y permitió una carrera en cuatro entradas de trabajo en la Copa Mundial de Béisbol de 2003 . En la Copa Mundial de Béisbol de 2005, permitió una carrera en tres entradas de trabajo, y en los Juegos Panamericanos de 2007, permitió una carrera en dos entradas de trabajo. Durante la Copa Mundial de Béisbol de 2007, permitió tres bases por bolas y tres carreras en 21⁄3 de trabajo, y en la Copa América de Béisbol 2008 tuvo marca de 0-1 con efectividad de 4.91. Méndez apareció en el roster de Panamá en el Clásico Mundial de Béisbol de 2009, pero no jugó.En 2019, fue seleccionado con Panamá en el Clasificatorio a los Juegos Panamericanos 2019.